# Krotoa
Krotoa (egentligen: "!Oroǀõas"), även känd under sitt kristna namn Eva, död 1674, var en Khoikhoikvinna som arbetade som tolk för Nederländska ostindiska kompaniet. Hon är känd för den roll hon spelade för grundandet av den holländska kolonin Kapkolonin i Sydafrika 1652. Hon är också den kanske första inhemska person som nämns under sitt verkliga ursprungsnamn.